# Clima della tundra
Il clima della tundra, simboleggiato con ET nella classificazione dei climi di Köppen, è il clima che caratterizza i margini del circolo polare artico nella zona che corrisponde alla tundra. Si trova anche in Islanda, nella Groenlandia costiera e nel Canada settentrionale. Condizioni simili si riscontrano su altopiani in quota come il Tibet, sulle Alpi e sulle Ande.

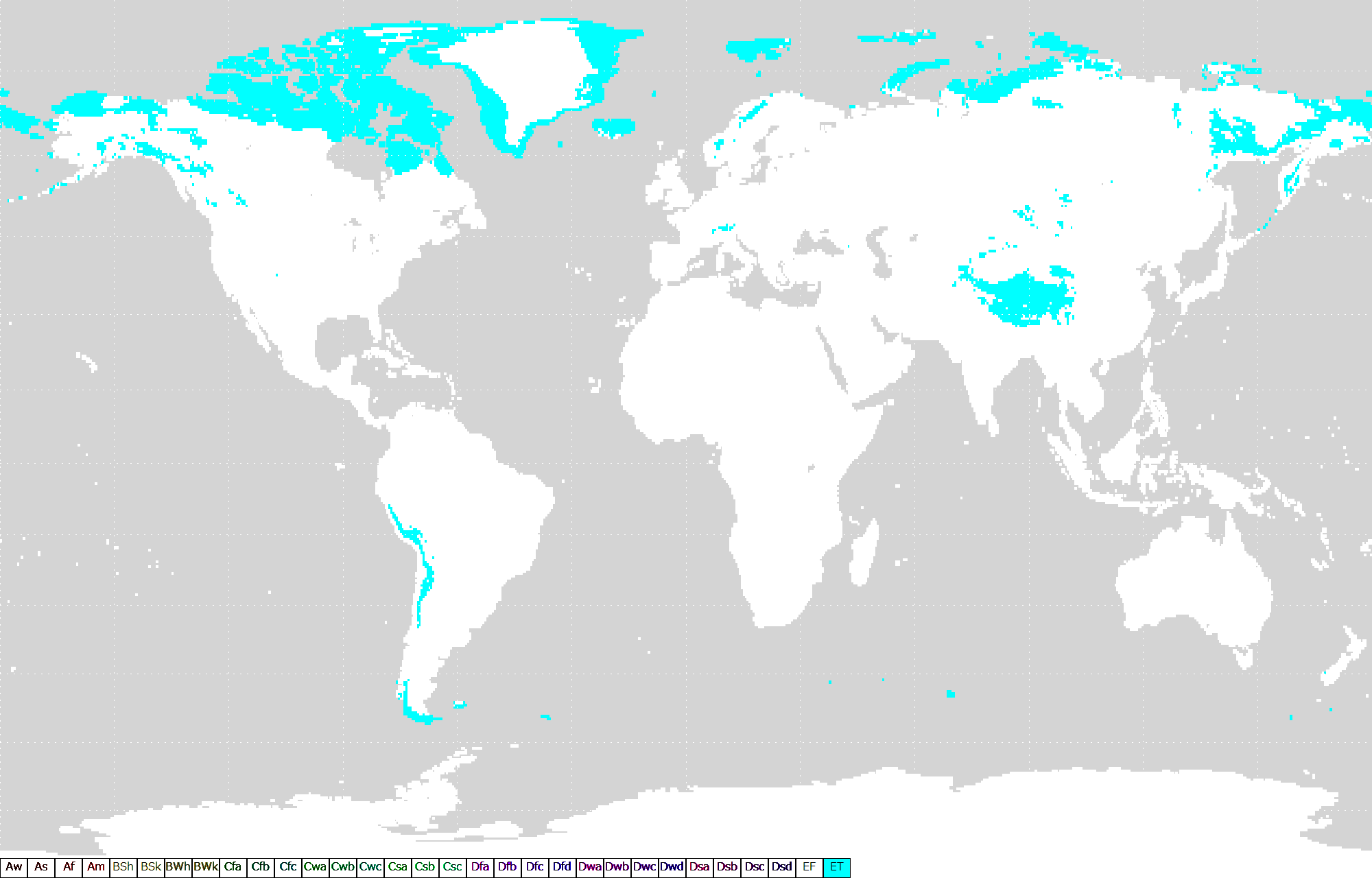
Zone della Terra caratterizzate dal clima della tundra

## Descrizione
La temperatura media annua è inferiore a 0 °C e sale solo durante la breve estate. L'unica vegetazione possibile è quella costituita dalla tundra, simile a un deserto, dove prosperano principalmente muschi, licheni e vegetazione a basso fusto come betulla nana, Salici nani o altri arbusti. Più diffuse invece le piante erbacee, come Poaceae e Carici.